# João de Epifânia
João de Epifânia (em grego: Ιωάννης Επιφανεύς) foi um historiador do Império Bizantino do final do século VI.

## Vida

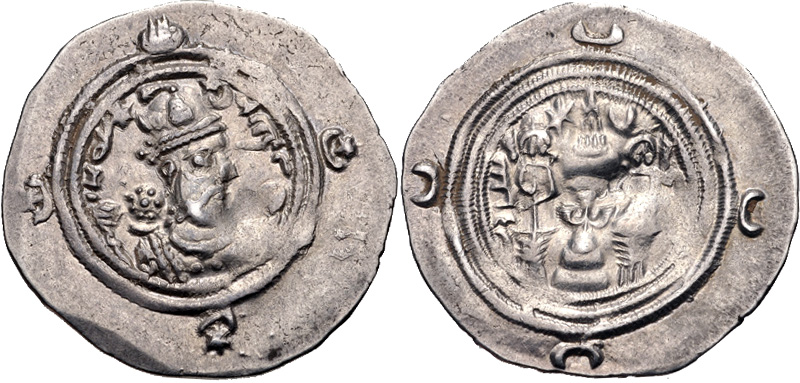
Dracma de cunhado em 590

João era natural de Epifânia (atual Hama), na Síria, e parente de Evágrio Escolástico. Serviu como advogado e obteve a dignidade honorífica de prefeito pretoriano do Oriente. Em 590, foi assessor ou conciliário do patriarca de Antioquia Gregório I (r. 571–593). Na mesma época, foi testemunha ocular da chegada do xainxá Cosroes II (r. 590–628) ao Império Bizantino após ser derrubado do trono por Vararanes VI (r. 590–591). Encontrou-se com os envolvidos no episódio e mais adiante, inclusive, visitou o Império Sassânida. Doroteu escreveu uma história sobre a guerra bizantino-sassânida de 572–591, que sobreviveu apenas num fragmento, e era a continuação formal da de Agátias. Segundo Evágrio, a história de João não estava disponível a ele nos anos 590, quando estava escrevendo sua própria história. Isso pode indicar que estava em progresso ou que havia sido publicada, mas não estava fisicamente acessível. Teofilato Simocata deve ter utilizado João como principal fonte para descrever a fuga de Cosroes.